# Blauwkapelseweg
De Blauwkapelseweg is een straat in de Nederlandse stad Utrecht in de wijk de Wittevrouwen, die loopt vanaf de rotonde met daaraan de Kardinaal de Jongweg, Eykmanlaan, Van Esveldstraat en de Pieter Nieuwlandstraat tot aan de Kleine Singel, Gildstraat en Kapelstraat waar hij in over gaat.
Zijstraten van de Blauwkapelseweg zijn de Zandhofsestraat, Griftstraat, Bollenhofsestraat, Alexander Numankade en de Thomassenstraat. De Blauwkapelseweg dankt zijn naam aan het voormalige plaatsje Blauwkapel waar deze weg naartoe liep.
De woningen aan de Blauwkapelseweg zijn heel gevarieerd, zo zijn er die verdiept ten opzichte van de straat liggen. Vroeger waren er aan de Blauwkapelseweg een aantal winkels, maar die zijn in de loop der jaren praktisch allemaal verdwenen.

## Trivia
- Op de plek van het huidige Griftpark stond vroeger de Gemeentelijke Gasfabriek.[2]
- Ooit werd aan de Blauwkapelseweg tol geheven[3] en eindigde hier de bebouwing en was het voor de rest weiland met een weggetje dat de naam Ezelsdijk droeg.[4]
- Nabij de Blauwkapelseweg was ook het openluchtzwembad in de Biltsche Grift.[5]

## Fotogalerij

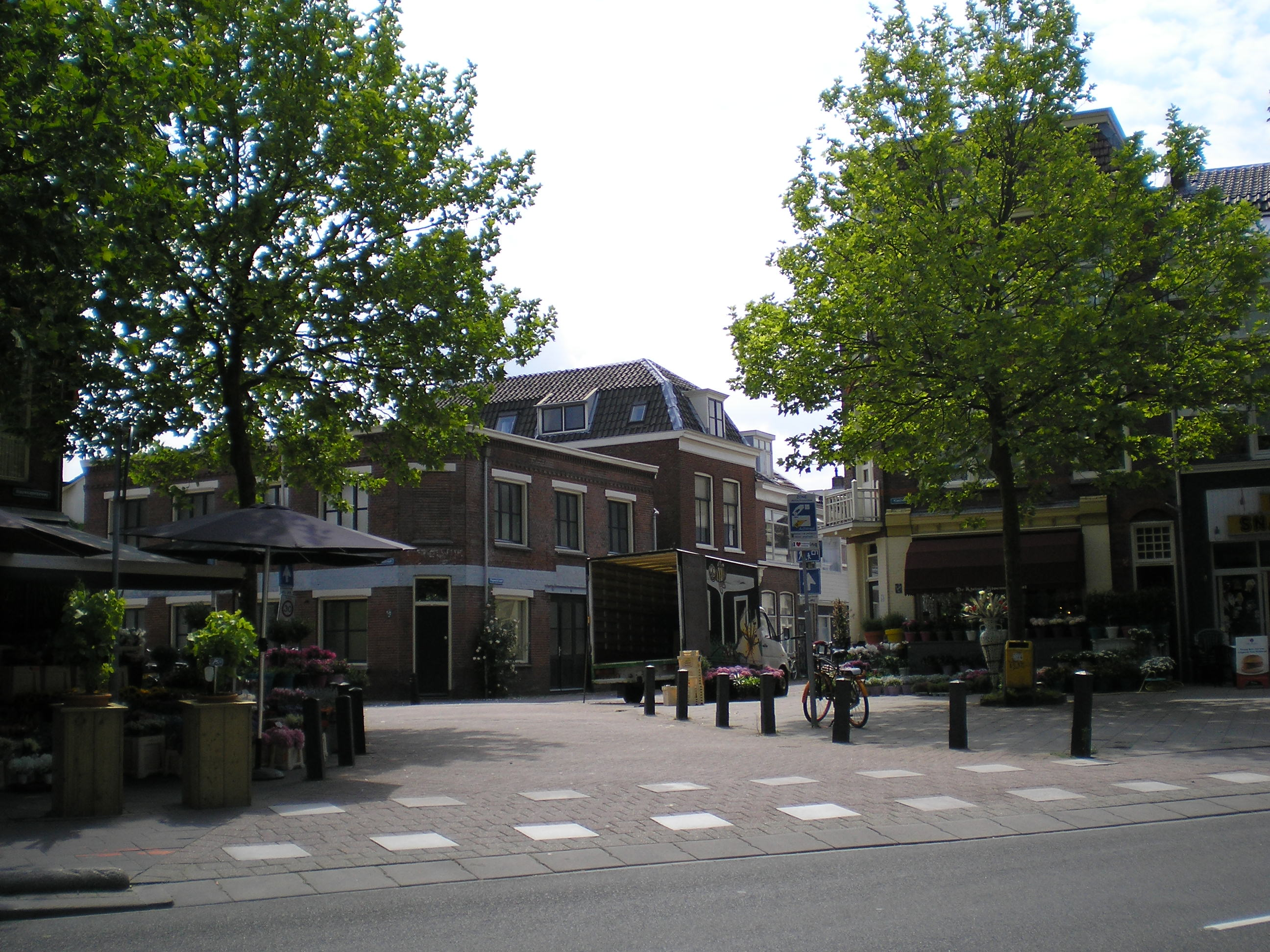
Blauwkapelseweg met achterin in het verlengde de Kapelstraat en daar recht van de Gildstraat
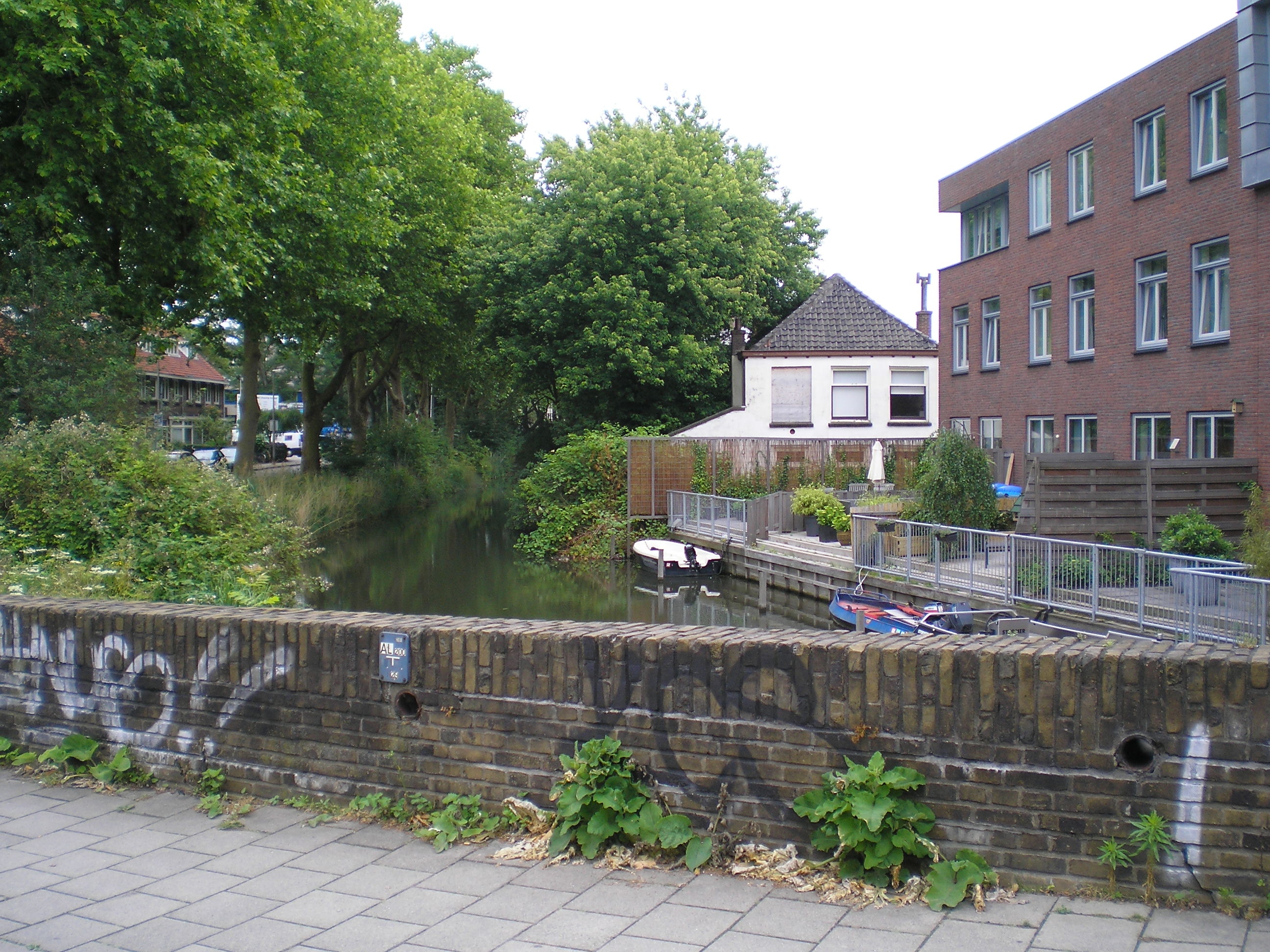
Kapelbrug over de Biltsche Grift (langs de Alexander Numankade) bij de Blauwkapelseweg
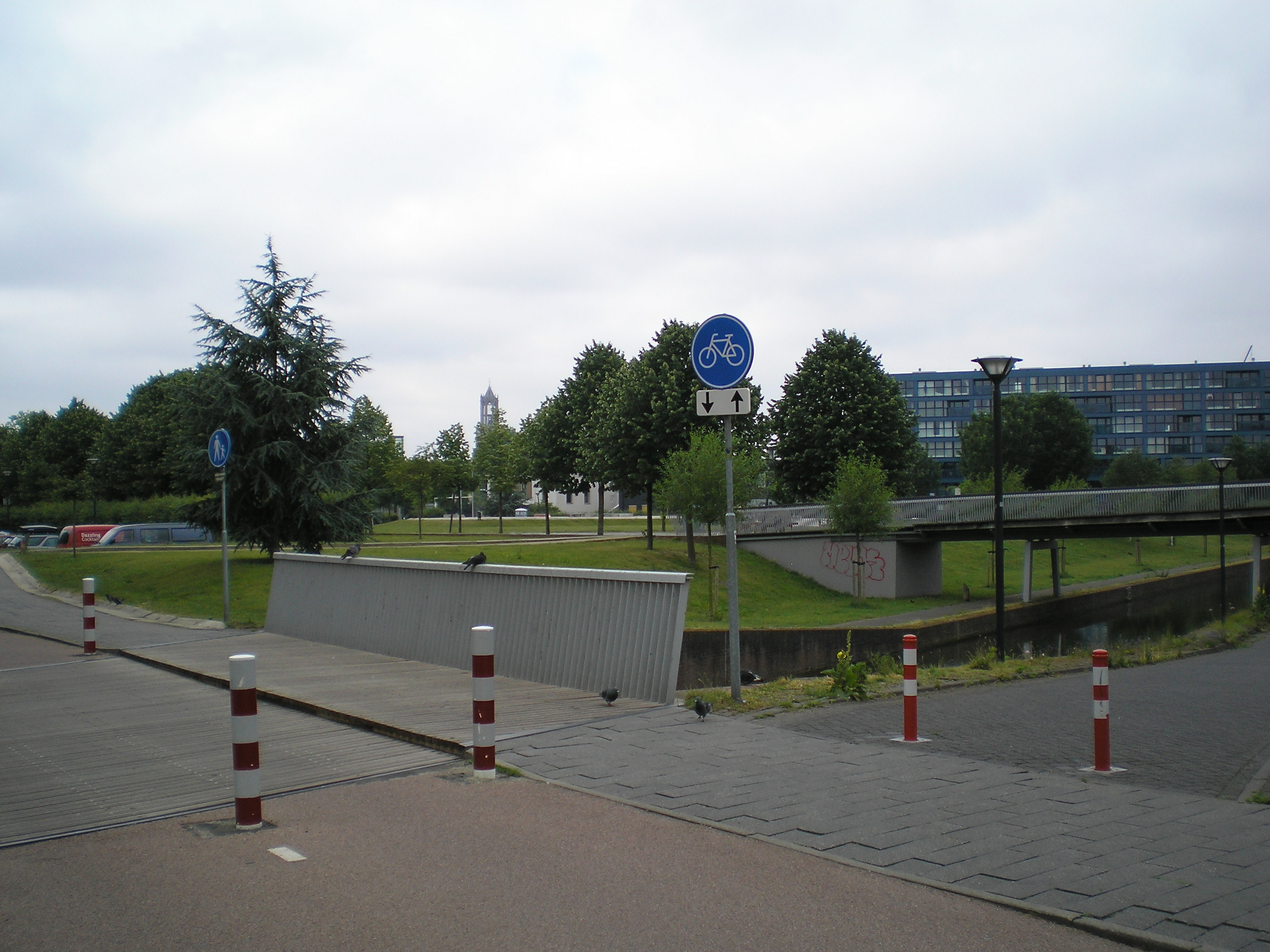
Biltsche Grift en rechts het Griftpark

Biltstraat ·
Blauwkapelseweg ·
Bollenhofsestraat ·
Hoefsmederijpad ·
Hoefsmederijstraat ·
Hoefijzerstraat ·
Kapelstraat ·
Kleinesingel ·
Poortstraat ·
Veeartsenijpad ·
Veeartsenijstraat ·
Wittevrouwensingel